# Aneta Łastik
Aneta Łastik (ur. 7 lutego 1948 w Łodzi) – polska piosenkarka, pedagog, autorka książek. Interpretatorka ballad Bułata Okudżawy.

## Życiorys
Pochodzi z międzynarodowej rodziny. Jej ojciec Salomon Łastik (1907–1977) był polskim historykiem literatury i pisarzem żydowskiego pochodzenia, a matka Finką. Miała starszego brata Emanuela (1943–1978), poetę piszącego pod pseudonimem Emil Laine.
Ukończyła średnią szkołę muzyczną w Warszawie. Występowała w klubie Hybrydy. Jej pierwsza płyta (EP) Ogród najpiękniejszy ukazała się w 1971, a pierwsza płyta długogrająca Bądź ze mną zawsze w 1976.
W 1977 została wydana płyta Ballady Bułata Okudżawy z towarzyszeniem Andrzeja Jagodzińskiego.
Od 1980 mieszka we Francji, gdzie zajmuje się działalnością pedagogiczną. Jest autorką poradników psychologicznych o pracy nad głosem i emocjach. Prowadzi warsztaty Tajemnica głosu, na których uczy swojej autorskiej metody operowania głosem i radzenia sobie z emocjami.

## Wybrana dyskografia
Opracowano na podstawie:
- 1971 Ogród najpiękniejszy (EP, Pronit)
- 1976 Bądź ze mną zawsze (Muza)
- 1977 Ballady Bułata Okudżawy (Pronit)
- 1999 Avec Le Temps z trio Andrzeja Jagodzińskiego (ZPR Records)
- 2009 Pieśni rosyjskie z trio Andrzeja Jagodzińskiego (Polskie Nagrania)

## Książki
- Poznaj swój głos... twoje najważniejsze narzędzie pracy (StudioEMKA 2006)
- Wewnętrzne dziecko (StudioEMKA 2008)
- Wewnętrzne dziecko w związku (StudioEMKA 2014)